# 博爾庫夫城堡

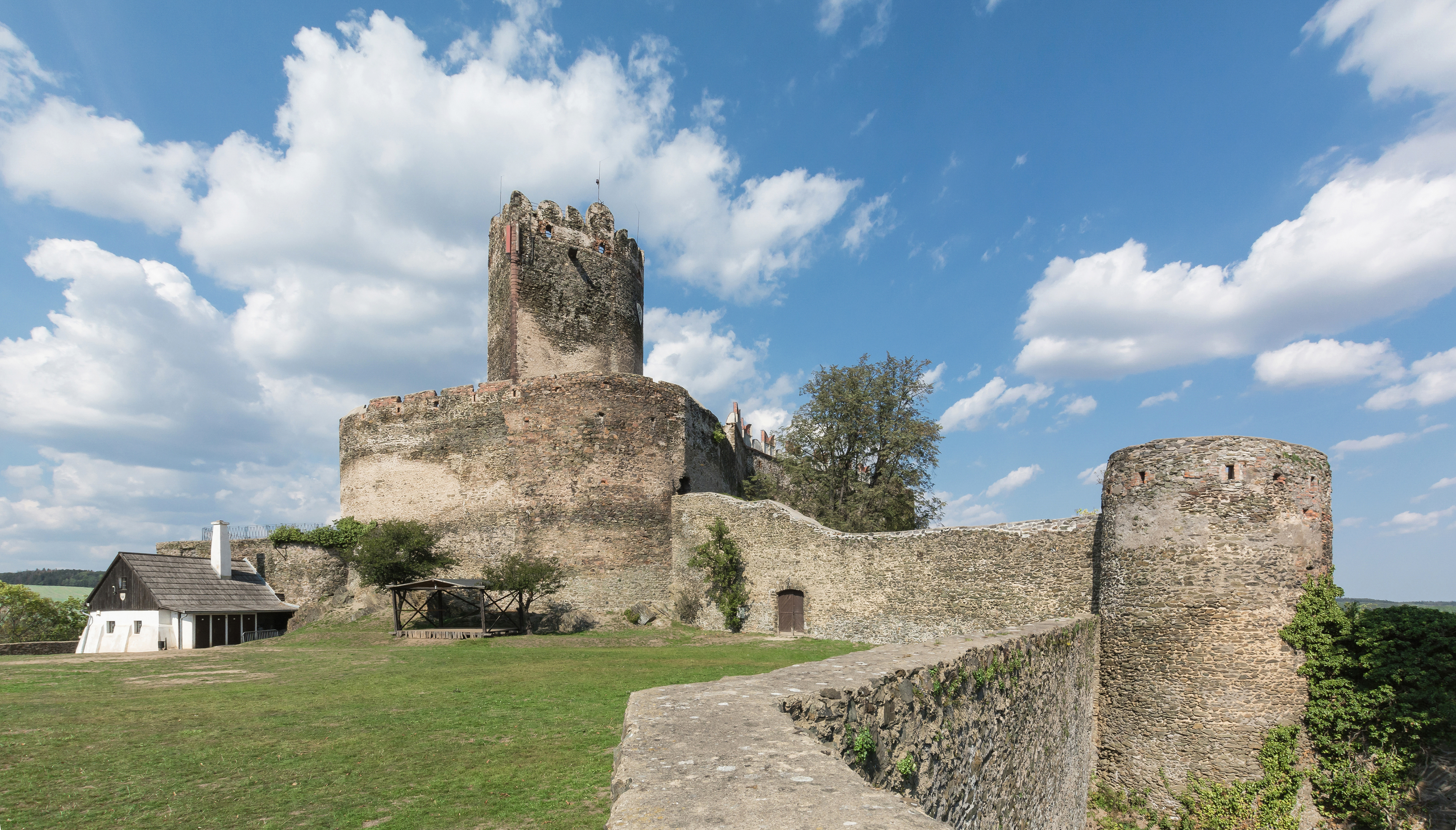

博爾庫夫城堡（波蘭語：Zamek w Bolkowie）是位於波蘭下西里西亞省城市博爾庫夫的一座城堡。這座城堡位於一座高396米的小山上，也是一個高地防衛據點
。城堡首次被文獻提及是在1277年。